# کریستیان فرا
کریستیان فِرا (فرانسوی: Christian Ferras‎؛ ۱۷ ژوئن ۱۹۳۳ – ۱۴ سپتامبر ۱۹۸۲) نوازندهٔ ویولن و موسیقی‌دان اهل فرانسه بود.
او دانش‌آموختهٔ «کنسرتوار نیس» و «کنسرتوار پاریس» بود و در سال ۱۹۴۸ میلادی در «جشنوارهٔ بین‌المللی موسیقی اسخیفنینگن» برندهٔ جایزه اول شد. یهودی منوهین یکی از داوران این سری از رقابت‌ها بود. وی در سال ۱۹۴۹ میلادی در «رقابت‌های مارگاریت لون-ژاک تیبو» به مقام دوم دست یافت (این رقابت‌ها در آن سال، مقام اول نداشت) و همان‌جا بود که نوازندهٔ پیانو «پیر باربیزه» را ملاقات کرد و از آن پس به مدت طولانی با یکدیگر همکاری داشته و به اجرای دونوازی و برنامه با یکدیگر پرداختند. گریستیان در بسیاری از کشورهای جهان نیز، تکنوازی کرده بود.
وی به مدت طولانی از بیماری افسردگی رنج می‌برد و سرانجام در ۱۴ سپتامبر ۱۹۸۲ و در سن ۴۹ سالگی، خودکشی کرد.